# Lord Flea
Lord Flea, właśc. Norman Thomas (ur. 1932 w Kingston, zm. 18 maja 1959 w Miami) – jamajski gitarzysta i wokalista, wykonawca zarówno klasycznej, jak i "miejskiej" odmiany muzyki mento; jeden z niewielu wykonawców gatunku, którym udało się zdobyć popularność także w Stanach Zjednoczonych.

## Życiorys
Urodził się i dorastał w stolicy Jamajki. Tam też w drugiej połowie lat 40. rozpoczął swoją muzyczną karierę jako wokalista występujący, a od wczesnych lat 50. również nagrywający, z grupą The Blue Mountain Caroleers (w jej skład wchodzili także: Cluett Johnson – kontrabas, Wilton "Bogey" Gaynair – saksofon tenorowy, F. Jackson – perkusja oraz S. Mullins – fortepian). Pierwsze single formacji wydawał na winylach 10" (78 RPM) lokalny sklep z nagraniami Savoy Record Shop pod szyldem labeli Calypsodisc oraz Calypsotime. Równocześnie muzyk nawiązał współpracę ze znanym producentem, Kenem Khourim, który zorganizowawszy dla niego grupę muzyków sesyjnych pod nazwą The Jamaican Calypsonians, wydawał odtąd ich wspólne single nakładem swojego labelu Times Records (jako że Khouri nie posiadał jeszcze wówczas maszyny tłoczącej, acetatowe matryce z nagraniami wysyłał do Wielkiej Brytanii, gdzie płyty tłoczyła dla niego wytwórnia Decca Records).
W roku 1950 Lord Flea wyjechał po raz pierwszy do Stanów Zjednoczonych, gdzie w rok później ożenił się i zamieszkał w Miami. Zanim jednak osiedlił się w USA na stałe, jeszcze przez kilka lat występował w różnych klubach na Jamajce; do ostatecznego opuszczenia wyspy skłoniły go przede wszystkim niskie zarobki: przykładowo, w klubie Glass Bucket otrzymywał zaledwie 3 dolary amerykańskie tygodniowo (za dwa występy dziennie przez sześć dni w tygodniu). W lutym 1957 roku wziął udział w popularnym amerykańskim show telewizyjnym Perry'ego Como dla stacji NBC, gdzie wykonał na żywo swoje największe przeboje "Shake Shake Senora" i "Naughty Little Flea". Dzięki temu został dostrzeżony przez znaną hollywoodzką wytwórnię Capitol Records, z którą podpisał wkrótce kontrakt na wyłączność. Jeszcze w tym samym roku nakładem Capitol ukazała się zawierająca 12 utworów płyta długogrająca pt. Swingin' Calypsos, sygnowana Lord Flea & His Calypsonians (znane są jedynie pseudonimy tworzących grupę instrumentalistów: "Porkchops" – banjo, "Count Spoon" – bębny i łyżki, "Lord Fish Ray" – tara oraz "Prince Charles" i "Lord Largie" – obaj różne instrumenty peruksyjne). Te same nagrania zostały również wydane jako single, a także w postaci trzech minialbumów z serii o tej samej nazwie. Natomiast w roku 1958 światło dzienne ujrzał całkowicie premierowy singel "It All Began With Adam And Eve" / "Donkey Bray".
Świetnie zapowiadającą się karierę muzyka przerwała niespodziewana choroba. Lord Flea zmarł w wieku 27 lat w szpitalu Jackson Memorial Hospital w Miami, gdzie podejmował próbę leczenia ziarnicy złośliwej. Pozostawił żonę Catherine oraz trójkę dzieci: Normana Jr.-a, Henry’ego oraz Katherine.
W kwietniu 2009 roku Capital Records wydało reedycję Swingin' Calypsos na płycie CD jako dodatek do kompilacji przebojów Harry’ego Belafonte pt. The Early Years At Capitol Records.

## Dyskografia

### Jako Lord Fly & The Blue Mountain Caroleers
- kilkanaście singli (Calypsodisc / Calypsotime)

### Jako Lord Fly & The Jamaican Calypsonians
- kilka singli (Times Records)

### Jako Lord Fly & His Calypsonians
- Swingin' Calypsos (LP, 1957, Capitol Records)
- Swingin' Calypsos Part 1 (EP, 1957, Capitol Records)
- Swingin' Calypsos Part 2 (EP, 1957, Capitol Records)
- Swingin' Calypsos Part 3 (EP, 1957, Capitol Records)
- "It All Began With Adam And Eve" / "Donkey Bray" (singel, 1958, Capitol Records)